# Rock belge
Le rock belge désigne le rock interprété par des groupes et artistes issus de la Belgique.

## Histoire

### Années 1960-1970
Les artistes pionniers de la scène rock 'n' roll en Belgique incluent Rocking Harry, (1956), Shorty Lee Smith and the Wildcats (1957), Burt Blanca et les King Creoles (1959), et The Jokers (Cecilia Rock, 1959).
Les années 1960-1965 voient notamment émerger Big Brown (My Testament), Buddy and the Shamrocks (What Kinda Man), les Blue Notes, les Babs et Babettes (Sanglots, les Brummel’s Blue Rock, Les Bonanzas, Les Cyclops, Les Chapman, Les Cousins (Kili Watch, Kana Kapila, Parasol, Dang Dang), Les Croque-morts (Suzy Twist, Jenny dans le miroir), Clark Richard et les Tropical Stars (Queen of Love, Hot Rock Beat), Les Dollars, Les Jay Five, Les Ducs, Les Enfants terribles, Les Eagles, et Les Frangins (B.B. Twist). Les premiers succès viennent de Burt Blanca récompensé du premier prix de conservatoire. Il apprendra la clarinette et l'accordéon, avant de se tourner vers la guitare et le rock 'n' roll, signé avec le label belge Hébra puis chez Pathé-Marconi en France jusqu'à la fin des années 1960.
Dès 1966-1969, le pays voit apparaître Brumaire, Crash, Carriage Company, Doctor Down Trip, Jess and James, Kleptomania, Klan, Lagger Blues Machine, Mec Op Singers, Recréation, Samoreds, Sweet Feeling, Shakes, Shake Spears (Shake it Over, 1965 - groupe anglais établi en Belgique jusque 1969), Sylvester's Team, Tomahawk Blues Band,  Waterloo, et Wallace Collection.
Les années 1970 voient apparaitre des groupes comme Arkham, Ablaze, Bismarck, Burning Plague, Dream Express, Freckle Face, Hiroshima, Jenghiz Khan, Klepto, Lagger Blues Machine, Moby Dick, Machiavel, Laurelie, Nessie, Pazop, Tenderfoot Kids, Salix Alba, Shampoo, Two Man Sound, et Tush. À la fin de la décennie, The Kids, Raxola, Hubble Bubble et les Kreuners seront les plus marquants parmi les centaines de groupes, à l'existence généralement éphémère, qui se réclameront de la mouvance punk.

### Années 1980-1990

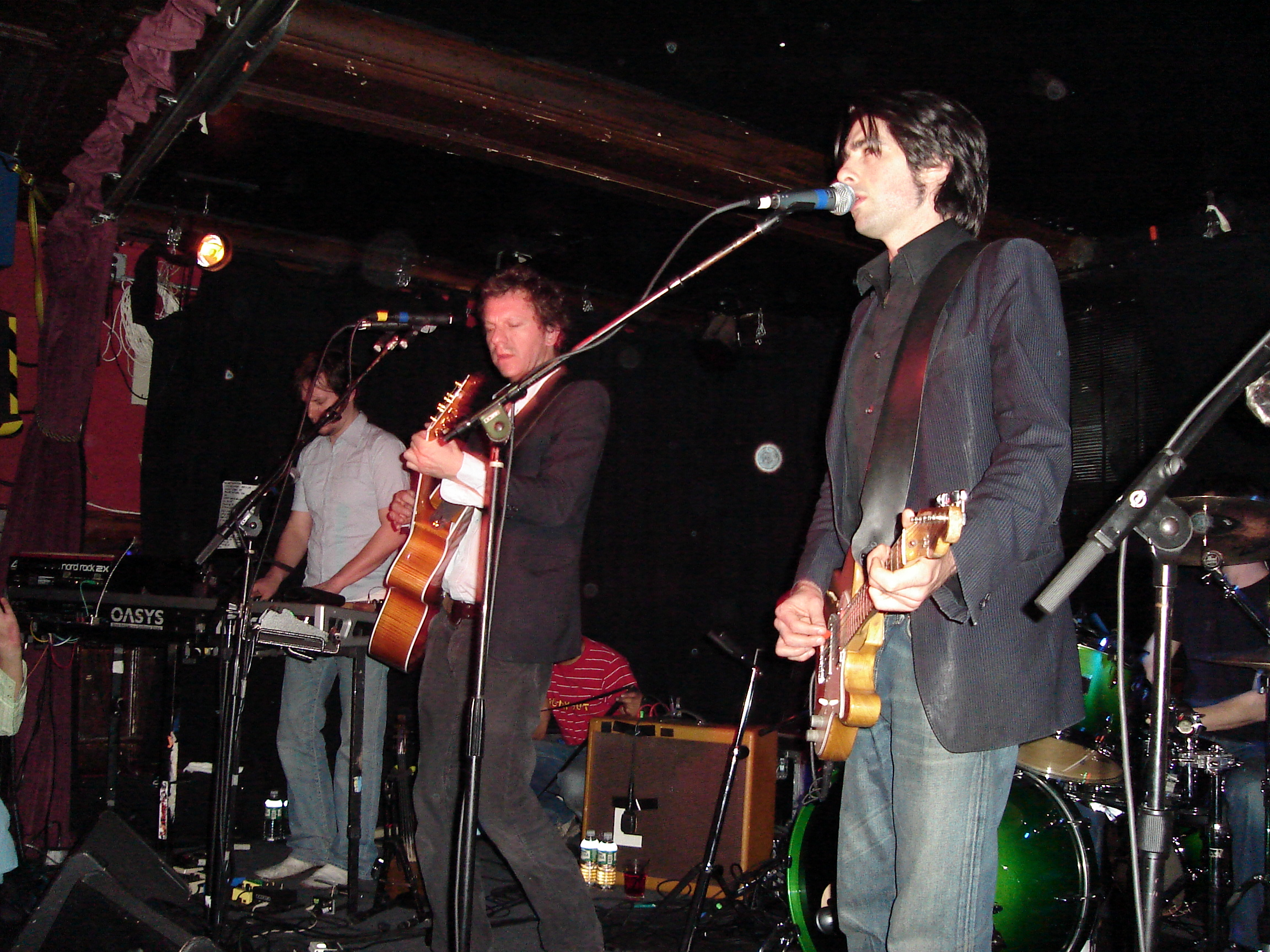
dEUS.

Au début des années 1980, alors que TC Matic mené par Arno domine la scène belge sans vraiment parvenir à décoller à l'étranger, un renouveau s'amorce et ce sont plusieurs groupes électroniques, précédés par Telex (épisodiquement actif depuis 1978) qui placent enfin pour la première fois la Belgique sur la scène internationale avec The Neon Judgement, The Klinik et surtout Front 242 ; ces derniers, pionniers d'une musique électro-agressive et dansante, détiennent sans doute pour longtemps encore le record de notoriété (couverture du Melody Maker, la Bible rock anglaise, en 1988) et du nombre de concerts donnés à l'étranger par un groupe belge, avec plus de 300 concerts rien qu'aux États-Unis. Parallèlement, Technotronic et Vaya con Dios signent des hits internationaux, Arno poursuit sa carrière en solo après la dissolution de TC Matic et Pierre Rapsat incarne quasiment à lui seul le rock wallon.
Les années 1990 voient émerger un autre groupe majeur avec dEUS et son meneur Tom Barman, qui jouissent d'une reconnaissance internationale considérable et marquent la scène belge de leur empreinte avec par exemple Dead Man Ray et Zita Swoon. K's Choice, Hooverphonic, The Lords of Acid, Praga Khan et Ozark Henry complètent la palette avec des sorties régulières hors des frontières du royaume. Burns fait aussi partie de ceux-là avec leur chanteuse Patty Burns et leur Hard FM on les retrouve en Russie, Pologne, Autriche, France, Hollande, etc. La musique électronique poursuit également son chemin, quoique moins médiatisée, avec des artistes comme Suicide Commando et Dive.

### Années 2000-2010
Les années 2000 marquent l'arrivée d'une nouvelle scène belge décomplexée (principalement francophone) comme Venus, Mud Flow, Girls in Hawaii, Ghinzu, The Tellers, Hollywood Porn Stars, Sharko et, un peu plus tard Puggy, dont l'impact international reste cependant plus limité que celui de leurs prédécesseurs : ce sont les désormais vétérans Hooverphonic, dEUS, et Front 242 qui font salle comble tant en Belgique qu'à l'international.

### Années 2020
Alors qu'un grand nombre de projets des années 2000-2010 ont pris fin, quelques groupes comme Absynthe Minded et Girls in Hawaii continuent de jouer.

## Groupes et artistes
- Ykons
- 2 Belgen
- 2 Many DJ's
- 5e Avenue
- Aborted
- Absynthe Minded (depuis 1999)
- Admiral Freebee
- Agent 5.1
- Alaska Gold Rush
- An Pierlé
- Antoine Hénaut
- Arid
- Arno
- Aroma di Amore
- Augures
- Balthazar
- Betty Goes Green
- Blobfish
- BRNS
- Brutus (depuis 2014)
- Burt Blanca
- Channel Zero
- Clouseau (depuis 1984 )
- Corbillard
- Cosmic Trip Machine
- Cowboys & Aliens
- Daan
- DAAU
- Das Pop
- David Bartholomé
- Dead Man Ray
- Delta (groupe belge)
- dEUS
- Deviate
- Dirk (depuis 2014)
- Dragon
- Do Or Die
- Driving Dead Girl
- D.Majiria
- Epona
- Été 67 (1998-2013)
- Evil Superstars
- Flexa Lyndo
- Fred and the Healers
- Front 242
- Gangsters d'Amour
- Ghinzu
- Girls in Hawaii
- Hollywood Porn Stars
- Honeymoon Killers
- Hooverphonic
- Inocculta
- Intergalactic Lovers
- Janez Detd
- Jenghiz Khan
- Jéronimo
- Joshua
- Keaton
- Klaws
- K's Choice
- La Muerte
- Machiavel
- Magnus
- Malibu Stacy
- Marc Morgan
- Marka
- Miam Monster Miam
- Millionaire
- Mintzkov (en)
- Montevideo
- Monza
- Mothercover (depuis 2013)
- Mud Flow
- Mustii
- My Little Cheap Dictaphone
- Nacht und Nebel
- The Experimental Tropic Blues Band
- Neon Judgement
- Novastar (depuis 1996)
- Ozark Henry
- Perry Rose
- Plastic Bertrand
- Pierre Lizée
- Pierre Rapsat
- Polyphonic Size
- Poulycroc
- Puggy
- Raxola
- Roscoe
- Rori (depuis 2020)
- Rumplestitchkin
- Saule et les pleureurs
- Selah Sue
- Sharko
- Sioen
- Soldout
- Soulwax
- Stash
- Stijn Meuris
- Suarez
- Summerslam
- Superlux
- Sweek
- Telex
- The Bäsement
- The Black Box Revelation
- The Breath of Life
- The Bukowskies
- The Experimental Tropic Blues Band
- The Haunted Youth (depuis 2021)
- The Hickey Underworld
- The Kids
- The Scabs
- The Sore Losers (nl)
- The Tellers
- Thomas Frank Hopper
- TC Matic
- Triggerfinger
- Univers Zéro
- Vegas
- Vincent Venet
- Venus
- La Vierge du chancelier Rolin
- Vive la Fête
- Von Durden
- Will Z.
- X!NK
- Woodface
- Yel
- Zita Swoon
- Zop Hopop
- Zornik

## Radios
- Classic21
- Equinoxe FM
- Mint
- Pure FM
- Studio Brussel
- Twizz